# ルイス (デラウェア州)
ルイス（またはルーイス、英: Lewes、[ˈluːɪs]）は、アメリカ合衆国デラウェア州南部のサセックス郡北東部に位置する市である。デラウェア湾に面している。2010年国勢調査での人口は2,747 人だった。隣接するレホボスビーチ市と共に、デラウェア州で急速に成長しているケープ地域の主要都市である。メリーランド州にも跨るソールズベリー大都市圏に入っている。2010年時点の都市圏人口は12万人を超えている。ルイス市は「最初の州の最初の町」を自称している。

## 歴史
ルイスはデラウェア州では最初にヨーロッパ人が入植した場所であり、1631年6月3日、オランダ人開拓者が捕鯨と交易の基地を設立しズワネンデール（白鳥のバレー）と名付けた。この植民地は短命に終わった。1632年、土地のレナペ族インディアンが32人の開拓者全員を消してしまった。
この地域はオランダ人も暫く無視したままだった。イングランドのメリーランド植民地から併合される恐れが生じ、1662年、ニューアムステルダム市がメノナイトの集団にホーンキルズ（ケープ・ヘンローペン周辺、現在のルイス町近く）の土地を開拓のために払い下げた。ジーアクジーのピーター・コーネリス・プロクホイに率いられた総勢で35人の人々が開拓に入り、食べて行けるようになるために市からかなりの借金をした。開拓地は1663年に設立されたが、その入植時期はあまり都合のいいときではなかった。1664年、イングランドがオランダからニューアムステルダムを奪い、イギリスの報告書に拠れば、「一本の釘も」そこに残さないまで開拓地は破壊された。
この地域に再度入植されるには時間が掛ったが、新しい開拓地はホーンキルズの周りに再度緩りと成長した。1673年12月下旬、これはオランダがこの地域を再度短期間占領した時期だが、この開拓地はイングランドのメリーランド植民地から来た兵士達によって再度攻撃され、燃やされた。1680年、イングランド王チャールズ2世からこの地域を与えられていた弟のヨーク公ジェームズ・ステュアートの権限下に、村が再編成され、2年間はディール郡ニューディールと呼ばれていた。この町に丸太で裁判所を建設することが認められた。1681年には聖公会教会が結成され、翌1682年には長老派教会が建設された。
1682年、デラウェア植民地は、イングランド王チャールズ2世から負債のかたとしてウィリアム・ペンに渡された。その年後半にペンが新世界に到着したとき、郡をサセックス郡と改名し、ホーンキルズの村はルイスと名付けた。これはイングランドの地名にちなむものだった。ルイスは1791年までサセックス郡の郡庁所在地だったが、その後郡内の西と中央部に近い場所であるジョージタウンに移され、現在に至っている。
米英戦争の1813年4月5日と6日、ジョン・ベアズフォード海軍大佐の指揮するHMSポイクティアズに率いられたイギリス艦船が町を短時間砲撃したが、効果はあまり無かった。この時の砲弾が現在、町の海洋博物館として使われているキャノンボール・ハウスの基礎になっている。
1941年、アメリカ合衆国がルイスのすぐ南のケープ・ヘンローペンにマイルズ砦を建設した。これはデラウェア湾とデラウェア川、およびその岸にある石油精製所や工場、さらにフィラデルフィア市を守るためだった。この砦は海岸に造られたものとして最大級であり、武装も最も強固に構築されたものだった。
マイルズ砦が戦闘に使われることは無かった。その設立から第二次世界大戦の終戦の間に唯一その大砲を発砲させたのは射撃演習のときだけだった。マイルズ砦は1991年に運営を中止し、デラウェア州に譲渡された。

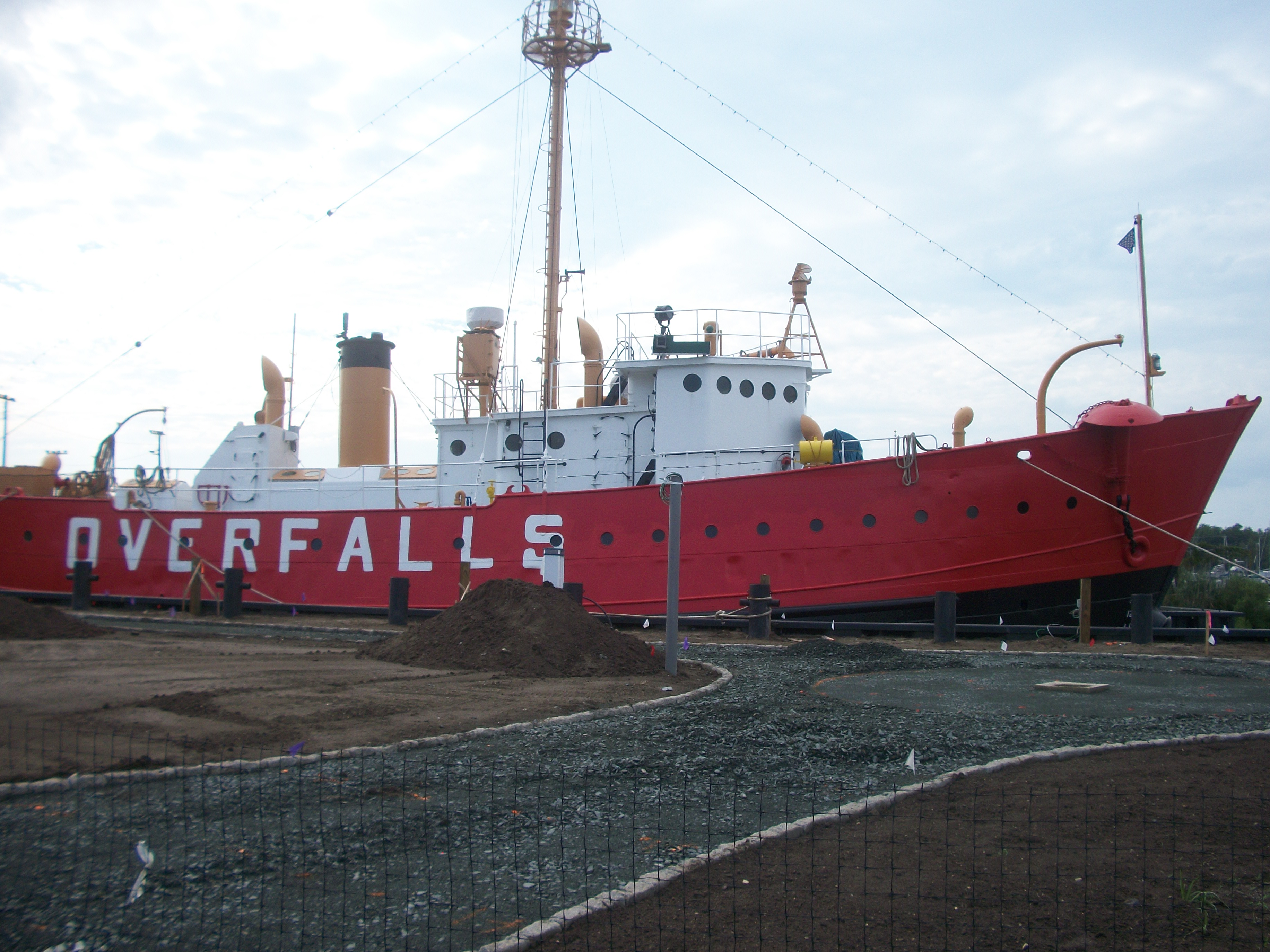
灯台船のオーバーフォールズ、観光用に保存されている

マイルズ砦以外に、ケープ・ヘンローペン考古学地区、コールマン邸、クールスプリング長老派教会、ド・ブリース・パリセイド、デラウェア防波堤とルイス港、フィッシャー・ホームステッド、フィッシャーズ・パラダイス、デイビッド・ホール大佐邸、ホプキンス屋根付橋農園、ルイス歴史地区、ルイス長老派教会、灯台船WAL 539、モール邸、国定避難港とデラウェア防波堤港歴史地区、パガン・クリーク・ダイク、ルーズベルト入り江難船、ウィリアム・ラッセル邸、セントジョージ礼拝堂、タウンゼント遺跡、ウルフのネック遺跡がアメリカ合衆国国家歴史登録財に指定されている。

### 市の名称とモットー
ルイスはデラウェア州最初期の開拓地であり、デラウェア州はアメリカ合衆国憲法を最初に批准した州なので、ルイスは「最初の州の最初の町」を自称している。ルイスの町名はイングランドのサセックスにあるルイスと言う町から採られた。デラウェア州サセックス郡もこのサセックスから来ている。公章もイングランドのルイスと同じものを使っている。

## 地理
ルイス市は北緯38度46分33秒 西経75度8分32秒 / 北緯38.77583度 西経75.14222度 (38.775939, -75.142101)に位置している。

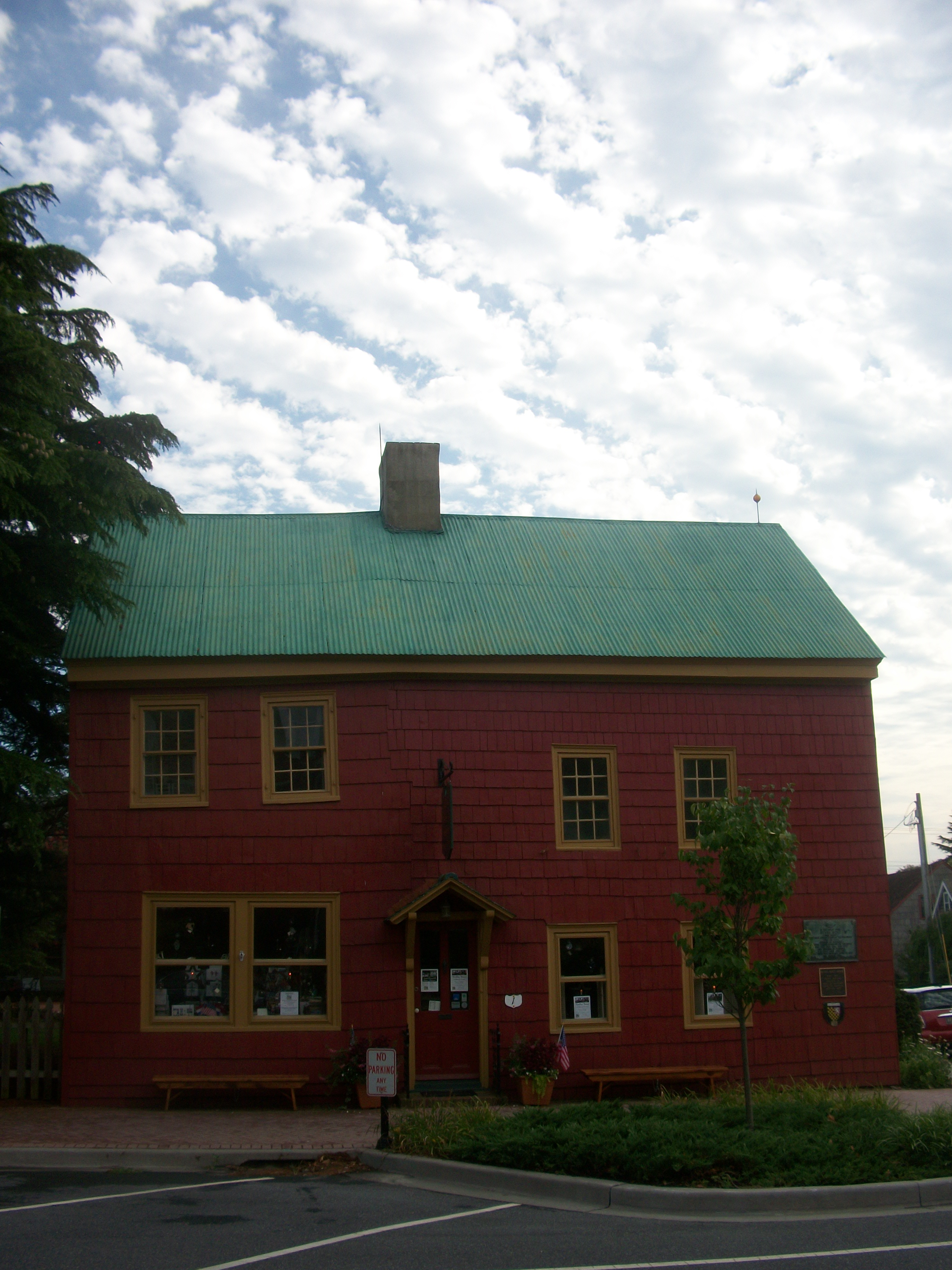
1655年に建設されたライブス・ホルト邸、デラウェア州最古の構造物

アメリカ合衆国国勢調査局に拠れば、領域全面積は4.3平方マイル (11 km2) であり、このうち陸地3.7平方マイル (9.6 km2)、水域は0.6平方マイル (1.6 km2)で水域率は14.69%である。

### 気候
ルイスは大西洋岸平原に位置し、その気候は大西洋とデラウェア湾のお蔭で穏やかである。暑く湿気た夏と温暖な冬が特徴の温帯気候にある。7月、日中の平均最高気温は87 °F (30.6 °C)、最低気温は70 °F (21 °C) である。1月では最高が45 °F (7 °C)、最低が30 °F (-1 °C) である。月間降水量が多いのは7月の4.78インチ (121 mm) であり、昔から2月は降水量が最も少ない月であり、3.2インチ (80.5 mm) である。
過去最高気温は1997年に記録された 102 °F (38.8 °C) であり、過去最低気温は1982年に記録された -11 °F (-28.8 °C) である。

## 人口動態
以下は2000年国勢調査による人口統計データである。
| 基礎データ - 人口: 2,932 人 - 世帯数: 1,338 世帯 - 家族数: 797 家族 - 人口密度: 309.3人/km2（801.5 人/mi2） - 住居数: 2,368 軒 - 住居密度: 249.8軒/km2（647.3 軒/mi2） 人種別人口構成 - 白人: 87.31% - アフリカン・アメリカン: 9.89% - ネイティブ・アメリカン: 0.14% - アジア人: 1.02% - 太平洋諸島系: 0.03% - その他の人種: 0.72% - 混血: 0.89% - ヒスパニック・ラテン系: 1.67% 年齢別人口構成 - 18歳未満: 13.6% - 18-24歳: 3.7% - 25-44歳: 18.0% - 45-64歳: 31.5% - 65歳以上: 33.1% - 年齢の中央値: 55歳 - 性比（女性100人あたり男性の人口） - 総人口: 78.2 - 18歳以上: 76.1 | 世帯と家族（対世帯数） - 18歳未満の子供がいる: 15.1% - 結婚・同居している夫婦: 49.3% - 未婚・離婚・死別女性が世帯主: 8.4% - 非家族世帯: 40.4% - 単身世帯: 35.1% - 65歳以上の老人1人暮らし: 14.4% - 平均構成人数 - 世帯: 1.99人 - 家族: 2.53人 収入と家計 - 収入の中央値 - 世帯: 66,387米ドル - 家族: 72,605米ドル - 性別 - 男性: 39,500米ドル - 女性: 35,227米ドル - 人口1人あたり収入: 36,685米ドル - 貧困線以下 - 対人口: 6.0% - 対家族数: 3.1% - 18歳未満: 11.3% - 65歳以上: 5.4% |

## 教育

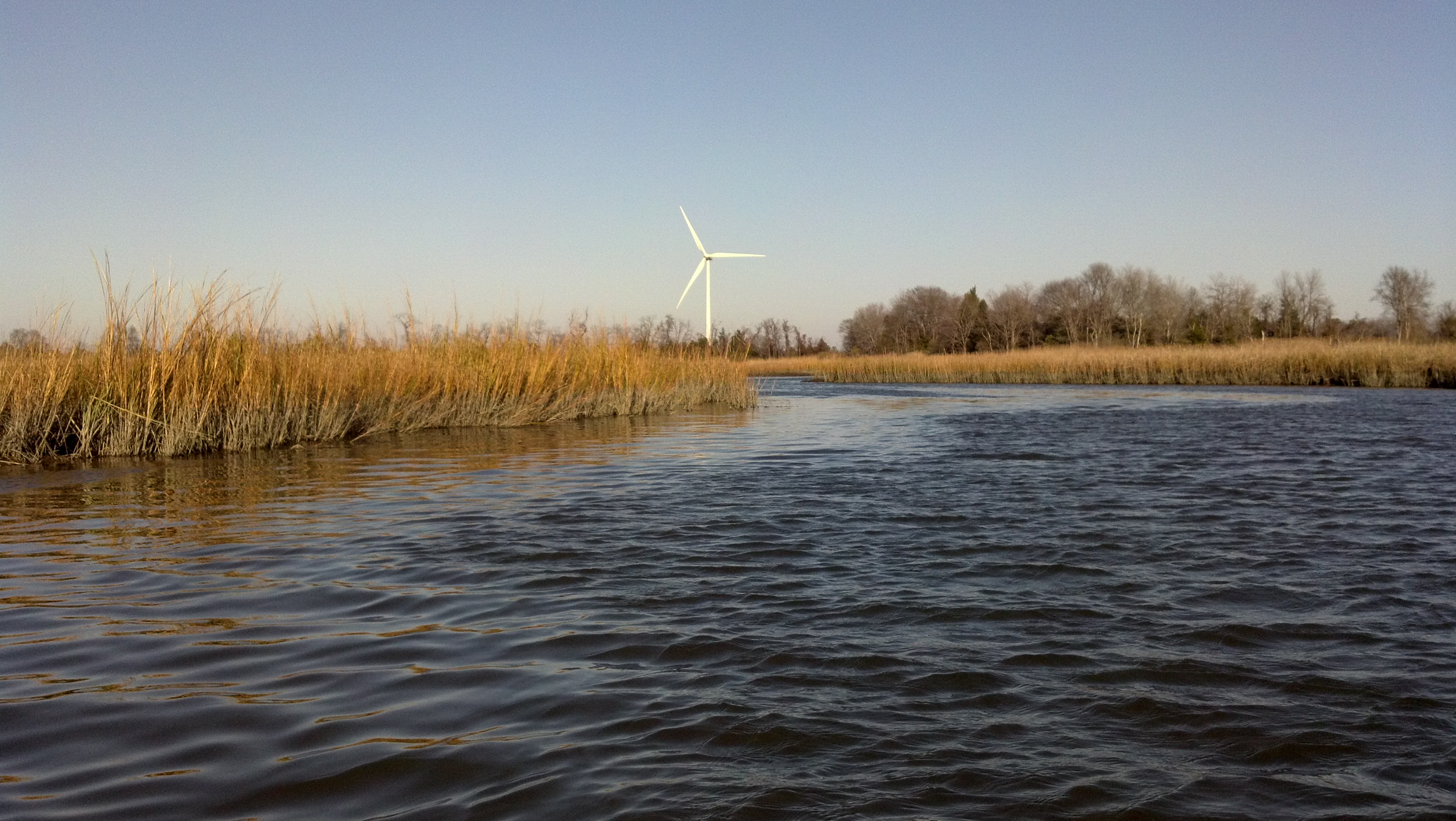
デラウェア大学の風力原動機、カナリー・クリークから見る

ルイスの公共教育はケープ・ヘンローペン教育学区が管轄している。下記の学校がある。
- ケープ・ヘンローペン高校
- リチャード・シールズ小学校
- サセックス・コンソーシアム
- デラウェア大学ルイス校

デラウェア大学のヒュー・R・シャープ・キャンパスも市内にある。ここには同大学の地球・海洋・環境カレッジもある。

## 芸術と文化

### 博物館、その他見どころ

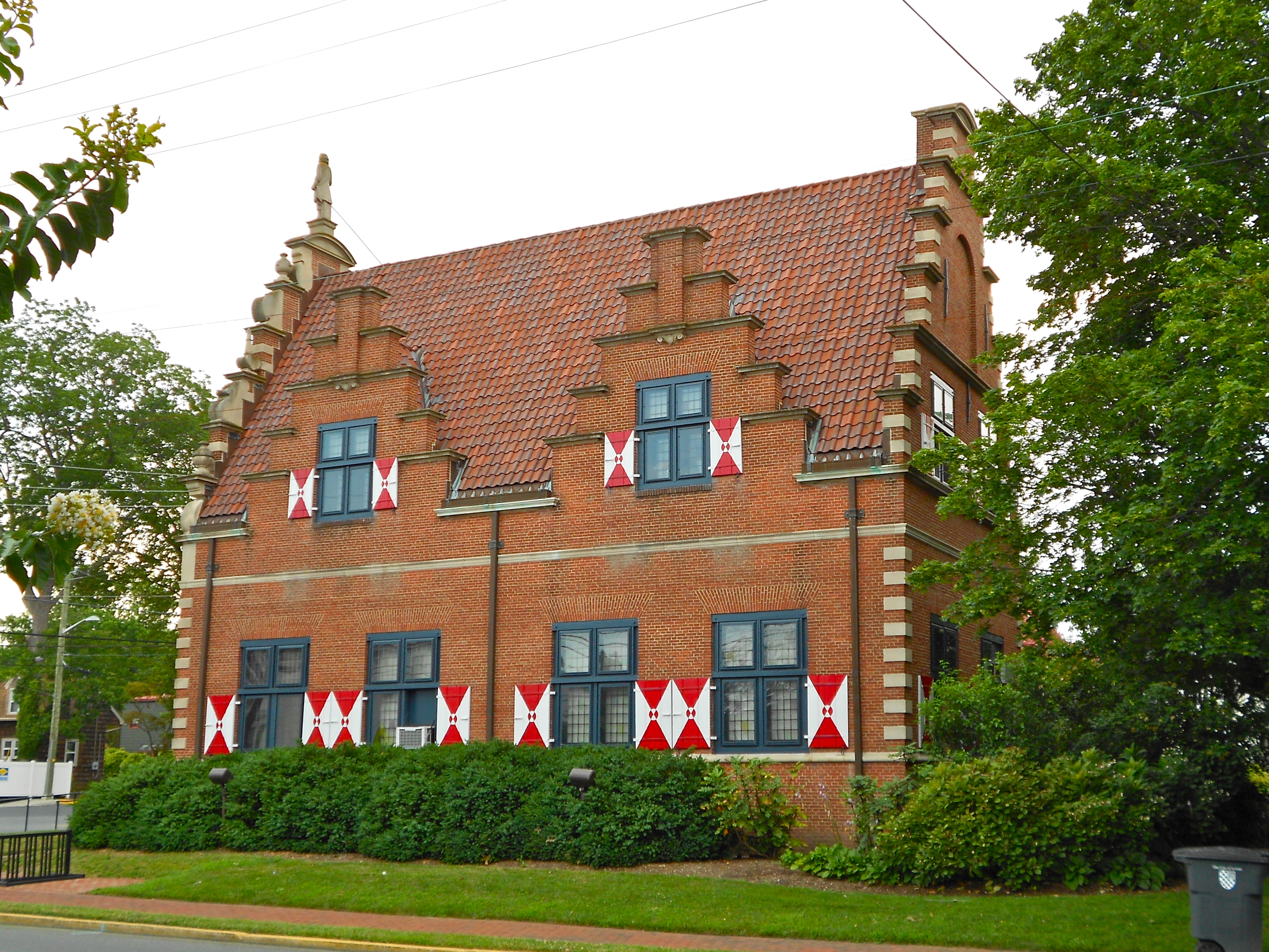
ズワネンデール博物館、1930年から女性のクラブとして使われた。構造はオランダのホーンにあるスタテンロジメント・ビルを元にしている

ルイスはワシントンD.C.やその周辺郊外部の住人から人気のある休暇とリゾートの地になっている。市域は主にデラウェア湾の出口近くに位置しているが、特に大西洋が近いケープ・ヘンローペンでは、海洋リゾート地と考えられている。ルイスは公共公園での喫煙が禁じられている町の1つである。
ルイスにはズワネンデール博物館がある。ここはデラウェア州の歴史に関する展示を行っている。2番通りが町のメインストリートであり、多くの店舗、レストラン、歴史的な会場がある。フィッシャーマンズ・ワーフはルイス・アンド・レホボス運河に沿って伸びるドックである。多くのレストランや魚の餌屋があり、シーズンにはあちこちから数百隻の船が集まる。
ルイス歴史協会は博物館の展示、教育、歴史研究および出版を通じて、ルイス地域の保存、開設、文化的な高揚を促進している。
ルイス・インブルームは、歴史的ルイスの美を促進し維持する組織である。2003年、2005年、2010年にはアメリカ・イン・ブルームのコンテストで、人口5,000人未満の部で優勝した。ルイス・インブルームは「サークル・オブ・チャンピオン」に加えられている。

### 灯台

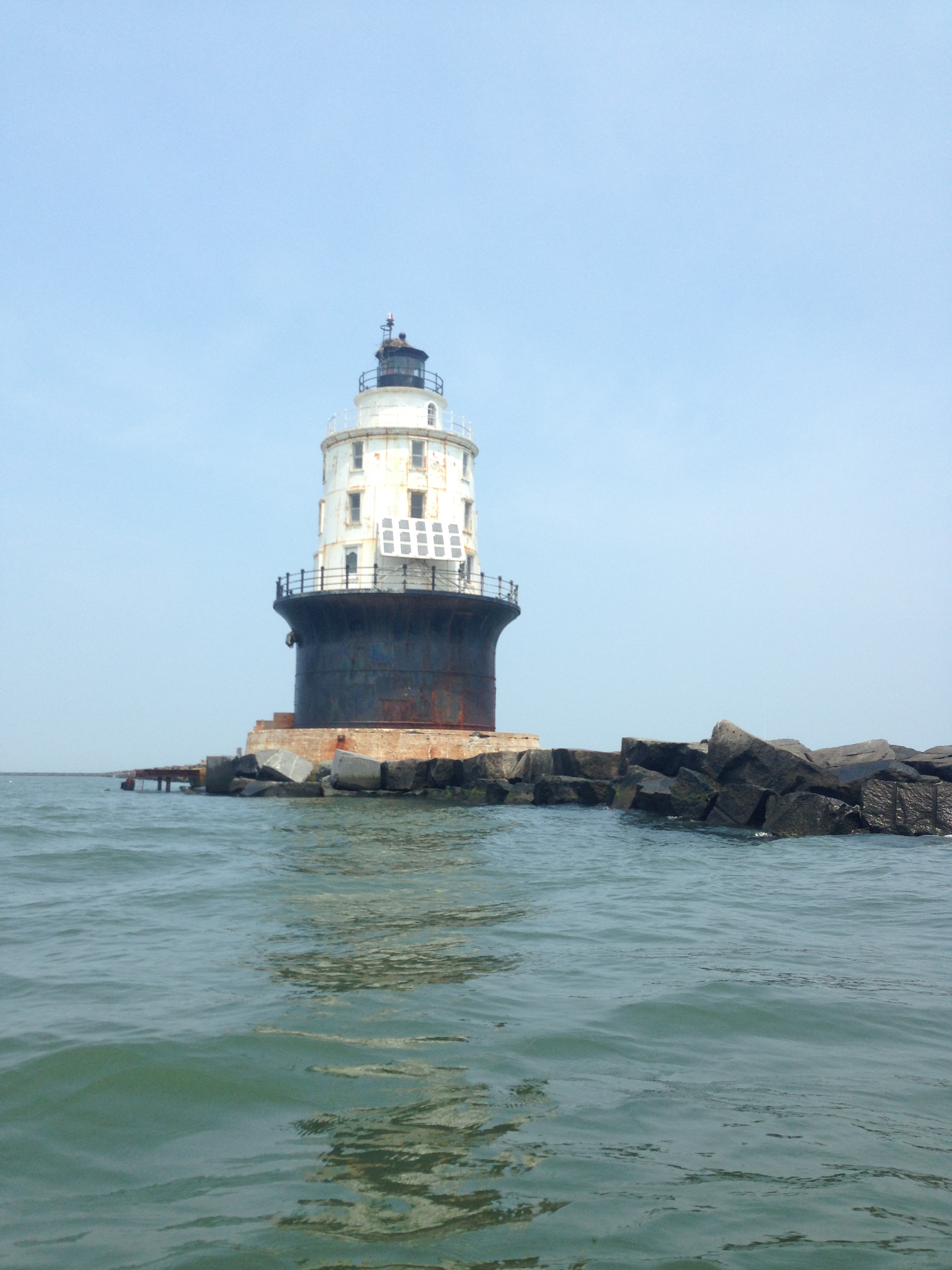
国定避難港にある灯台

アメリカ合衆国灯台船オーバーフォールズ (LV-118/WAL-539) は、アメリカ合衆国に残っている7隻の灯台船の1つである。ルイス・アンド・レホボス運河に沿って係留されている。
デラウェア湾沿いには幾つか象徴的な灯台がある。国定避難港の沖合にはデラウェア防波堤東端灯台と避難港灯台がある。

## 公園とレクリエーション

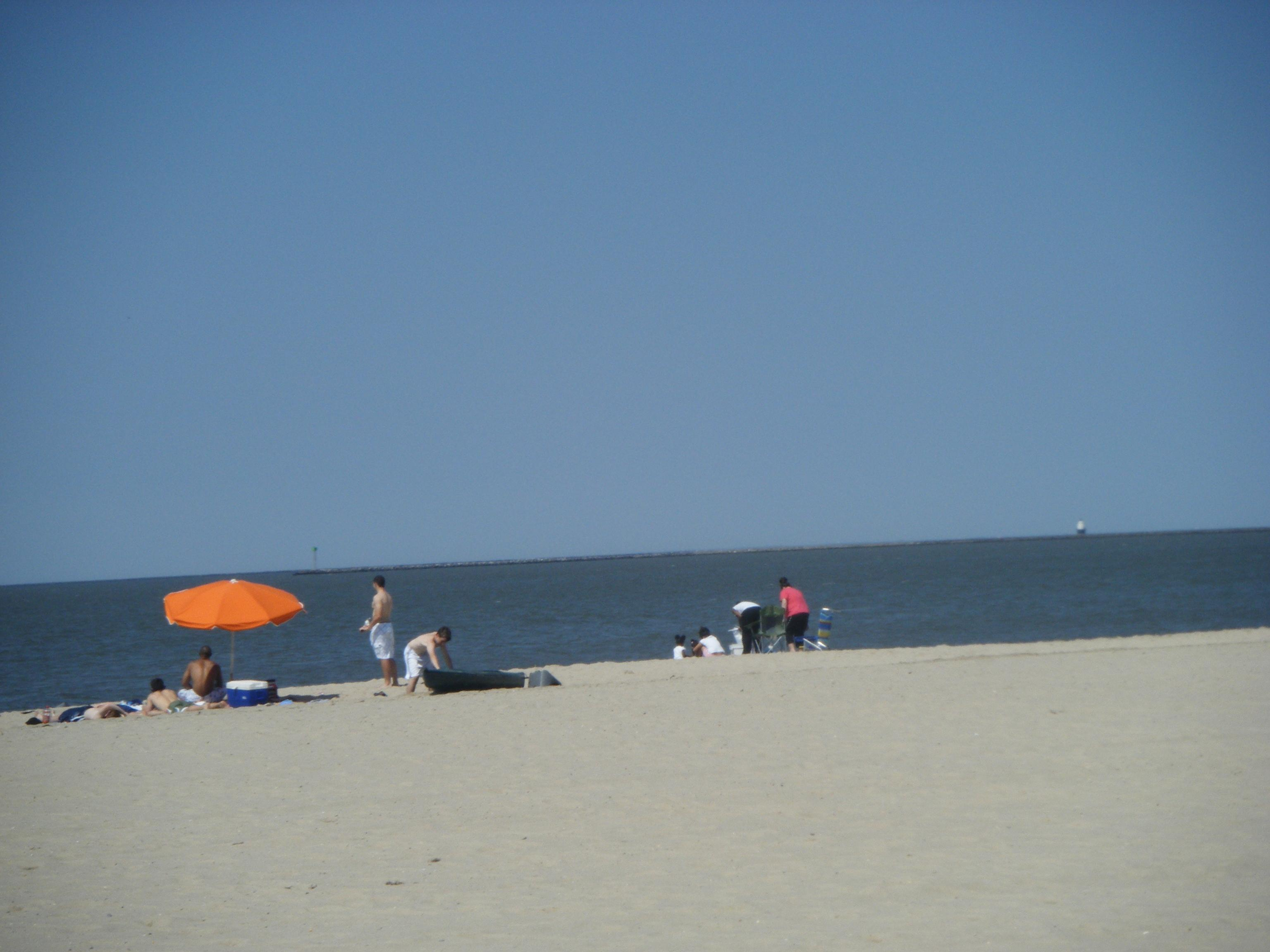
デラウェア湾沿いのルイスビーチ

ルイスはケープ・ヘンローペン州立公園に隣接しており、レホボスビーチのアウトレット・モールも近い。
市内にある公園は次の通りである。
- ブロックハウス池公園
- スタンゴ公園
- ズワネンデール公園とハーブガーデン
- 米英戦争記念公園（砲弾公園）
- メアリー・ベッセルズ公園
- ジョージ・H・P・スミス公園
- キャナルフロント公園とマリーナ
- ルイスビーチ

デラウェア州自然資源環境制御省が、市域のすぐ外、ブロードキル川沿いのルーズベルト入り江近くにボートの進水場を維持している。

## インフラ

### 交通

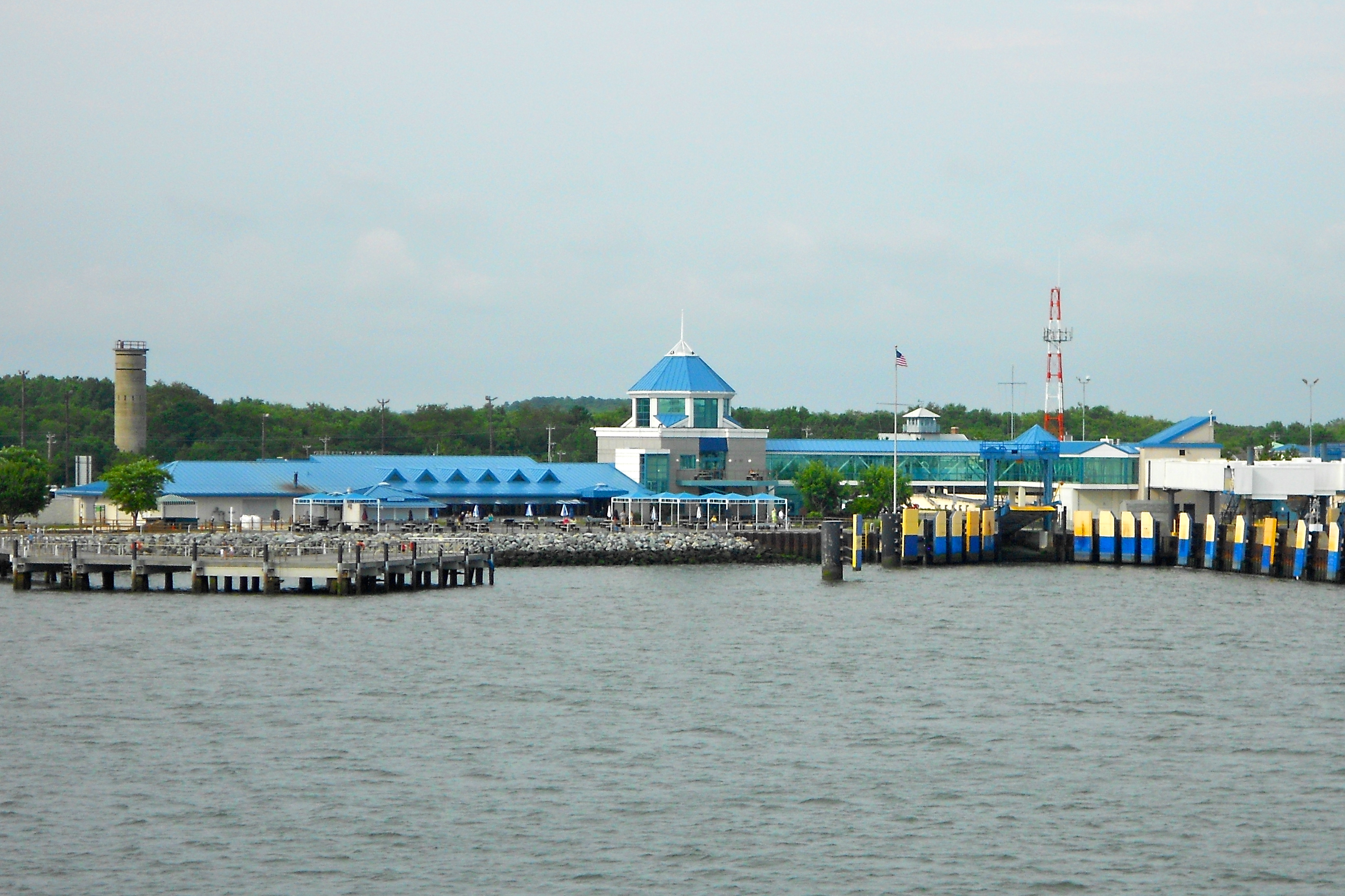
ケープ・メイ＝ルイス・フェリーのルイス・ターミナルy

デラウェア州道1号線がファイブポイントで市域のすぐ外側を通っている。そこでは州道1号線、アメリカ国道9号線、州道404号線、州道23号線、州道1号線D（プランテーション道路）が交わっている。ルイスと州道1号線を繋ぐ幹線道路が3本ある。ニュー道路、サバンナ道路（国道9号線産業道路）とキングス・ハイウェイ（国道9号線）である。国道9号線はセオドア・C・フリーマン記念ハイウェイで市の南東部を通過し、ケープ・メイ＝ルイス・フェリーの南側ターミナルに至る。このフェリーでは、デラウェア州南部からデラウェア湾を渡り、ニュージャージー州南部のノースケープ・メイとの間で、乗客と乗用車を運んでいる。
デラウェア州唯一の公共輸送機関であるDARTファースト・ステイトが年間を通じて206番系統のバス便を運行しており、ルイスとレホボスビーチ、ジョージタウンを結んでいる。夏の間は州道1号線を経由してルイスとレホボスビーチ・パーク・アンド・ライドを結ぶ路線を運行しており、204番系統が日中の運行、205番系統が夜間の運行を行っている。デラウェア州交通省はルイス市域のすぐ外、州道1号線沿いにパーク・アンド・ライドの建設を計画している。
ジョージタウンを始発点とするデラウェア・コーストライン鉄道の支線が通っている。

### 医療
ビービーヘルスケア医療センターが市内にある。1916年にジェイムズ・ビービー博士とリチャード・C・ビービー博士の兄弟が設立した。このセンターがあるので市内とその周辺に医療産業が成長しつつある。

## 著名な事件
2013年8月21日、死亡した地元住民の遺志を満たすために、多くの額面のドル紙幣で1万ドルをヘリコプターでルイス港に投じた。